# Патнем (округ, Флорида)
Шаблон:StateAbbr_ 29°37′ пн. ш. 81°44′ зх. д. / 29.61° пн. ш. 81.74° зх. д.
Округ Патнем (англ. Putnam County) — округ (графство) у штаті Флорида, США. Ідентифікатор округу 12107.

## Історія
Округ утворений 1849 року.

## Демографія
За даними перепису 2000 року загальне населення округу становило 70423 осіб, зокрема міського населення було 32054, а сільського — 38369. Серед мешканців округу чоловіків було 34791, а жінок — 35632. В окрузі було 27839 домогосподарств, 19464 родин, які мешкали в 33870 будинках. Середній розмір родини становив 2,95.
Віковий розподіл населення поданий у таблиці:
| Стать    | До 15 років | 15-21 | 22-29 | 30-39 | 40-49 | 50-65 | 65-85 | Понад 85 |
| -------- | ----------- | ----- | ----- | ----- | ----- | ----- | ----- | -------- |
| Чоловіки | 7527        | 3199  | 2747  | 4200  | 4814  | 6257  | 5694  | 353      |
| Жінки    | 6812        | 3144  | 2791  | 4239  | 4996  | 6688  | 6282  | 680      |

## Суміжні округи
- Клей — північ
- Сент-Джонс — північний схід
- Флеглер — схід
- Волусія — південний схід
- Меріон — південний захід
- Алачуа — захід
- Бредфорд — північний захід